# Frühlingsrauschen
Frühlingsrauschen op. 32, nr. 3 (in het Engels bekend als Rustle of Spring) is een compositie uit 1896 voor piano solo van de Noorse componist Christian Sinding (1856–1941). Het is Sindings populairste werkje, geschreven in de saloneske stijl van de late 19e eeuw. Het werkje genoot grote populariteit in de Verenigde Staten. Er bestaat ook een versie voor piano en orkest van dit werk.

## Beschrijving
Frühlingsrauschen is uitgegeven als het derde werkje in een serie van zes salonstukken, de Sechs Stücke für das Pianoforte opus 32. Boven Frühlingsrauschen staat de aanduiding agitato, en het grootste gedeelte van het werk bestaat uit snelle gearpeggieerde akkoorden in de rechterhand, terwijl de linkerhand de hoofdmelodie speelt. De titel geeft de voortdurende onrust van de lente aan. Ook de snelle akkoordarpeggios van de rechterhand werken als maartse windvlagen. Het is dus een typisch programmatische compositie. Hoewel het werkje virtuoos klinkt is het over het algemeen eenvoudiger te spelen dan de luisteraar zou denken.
Juist omdat het werkje zo flitsend is geschreven en niet al te moeilijk is, staat het bij veel pianisten op hun repertoire als dankbaar publieksstuk. Het werkje duikt ook op in de tweede aflevering van Dennis Potters televisieserie The Singing Detective uit 1986.
Frühlingsrauschen staat in Des majeur en enige keren schuift het thema naar f mineur en As majeur. Via enige modulaties wordt ook g mineur en A majeur even aangetipt. De vorm is:
- (a) 16 maten hoofdthema, startend in bes mineur, ontwikkelend langs f mineur en eindigend in As majeur (de dominant;
- (b) 14 maten ontwikkeling, beginnend in f mineur, waarbij het thema wordt uitgewerkt en via een sequens langs g mineur en A majeur plotseling terugkomt in Des majeur als een hoogtepunt;
- (c) gevarieerde herhaling van (a);
- (d) gevarieerde herhaling van (b);
- (e) een bijna exacte herhaling van (a) (behalve de eerste vier maten, die nog variaties bevatten;
- (f) een exacte herhaling van (b);
- (g) De coda, bestaand uit een verkorte versie van (a), die op dezelfde wijze gevarieerd wordt als (c) maar deze keer in Des majeur blijft in plaats van te moduleren, gevolgd door een cadens op het thema dat versierd wordt met toonladderpassagewerk en arpeggios.

Van het werkje werd door de eveneens Noorse componist Sigurd Lie een arrangement voor kamerorkest geschreven.